# Akvadukt

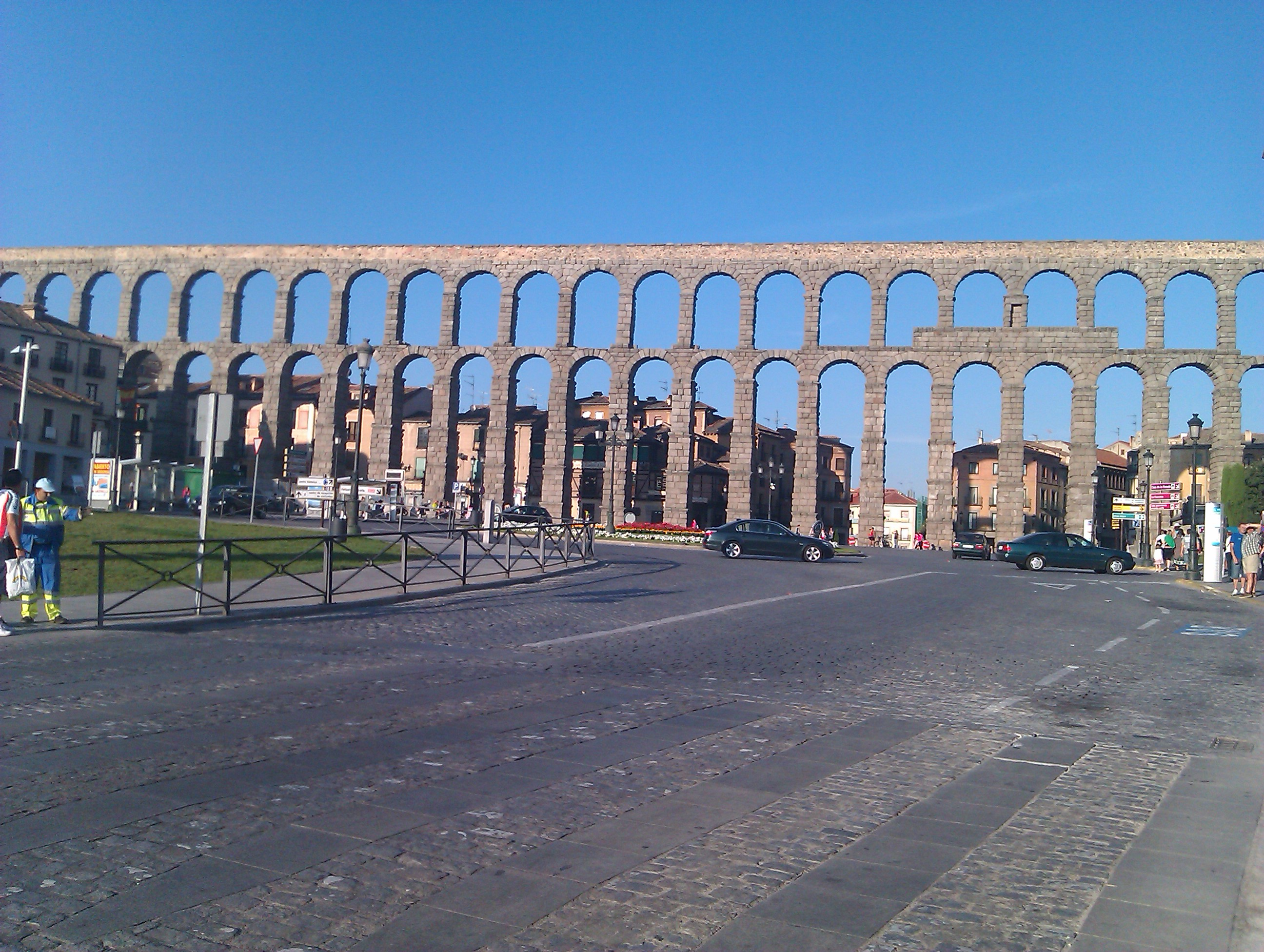
Akvadukt, Segovia, Spanyolország

Az akvadukt vagy csatornahíd (latinul aquaeductus vagy aquaduct) a Közel-Kelet és Európa területén az ókorban létesített vízvezeték, amely a nagyobb településekbe vagy a művelés alatt álló földekre vezette el a környező, magasabban fekvő területek vizét. Tágabb értelemben aquaeductus minden olyan korai csővezeték, amely – akár a földfelszín alatt, akár felette – vezette el rendeltetési helyére az öntöző- és ivóvizet. Az akvaduktok tipikus csoportját alkotják a Római Birodalom területén elterjedt földfelszín feletti, pilléres-ívezetes építmények. Ez esetben a terep szintkülönbségeit áthidalandó pilléres boltívek sorozatából – a víz megfelelő sebességű áramlásának kedvező lejtésű – árkádsort alakítottak ki, s ennek tetején futott a vizet vezető kőcsatorna, fa-, agyag- vagy ólomcső. Néhol – különösen mélyebb völgyek vagy folyók felett – akár több emeletnyi boltívsort is kialakítottak, ebben az esetben az akvadukt valamely szintjét útként vagy hídként képezték ki.

## Története
Az első akvaduktok a Közel-Keleten készültek, kifejezetten a szántóművelés alatt álló területek öntözésére, Jeruzsálemben például 533 méter hosszan fektettek le a föld alá alagútszerű csatornarendszert. Az ókori Görögországban a minószi civilizáció óta ismert technika volt a kutak vizének földbe fektetett csöveken keresztüli elvezetése, s a gyakorlatot az athéni Szolón az i. e. 6. század elején törvényeiben is szabályozta. Számosz szigetén 1250 méternyi terrakottacső-rendszert tártak fel a régészek, de hasonló vezetékek ismertek Palmürából, Athénból és Thébaiból, valamint a görög gyarmatosítást követő korból az itáliai Szürakuszai és Katané városaiból.
Városaik vízellátását a rómaiak az i. e. 4. századtól kezdve oldották meg a földfelszín feletti, a gravitációt kihasználó aquaeductusokkal. Az így kialakított építmények 0,25–0,5%-os lejtése optimális és egyenletes esést biztosított a víznek, amely a városba érve föld alatti csatornákon jutott el az egyes házakhoz. A friss ivóvíz gyors célba juttatása szempontjából ezek az építmények rendkívül hatékonynak bizonyultak: az ókori Róma tizennégy akvaduktja napi 700 ezer köbméternyi vizet juttatott a városba (leírásuk Sextus Julius Frontinus De aqueductibus Urbis Romae című munkájából ismert). Róma legrégebbike az i. e. 312-ben Appius Claudius Caecus által építtetett, 16,5 kilométeres Aqua Appia, a leghosszabb pedig az i. e. 46-ban elkészült Aqua Marcia volt, amely a 91 kilométerre lévő szabin hegyek vizét vezette a városba.
Minden idők leghosszabb, 132 kilométeres akvaduktját Hadrianus császár építtette Karthágóban. További épségben fennmaradt, nevezetes akvaduktok a nîmes-i (nemaususi), a segoviai, a tarragonai (tarracói), a meridai (Emerita Augusta-i), a metzi (divodurumi), a zahlbachi (mogontiacumi, ma Mainz) és az isztambuli. Magyarországon Budapesten (aquincumi vízvezeték), Szombathelyen (Savaria), Sopronban (Scarbantia) és Szőnyben (Brigetio) tártak fel akvadukt-maradványokat.

## Képgaléria

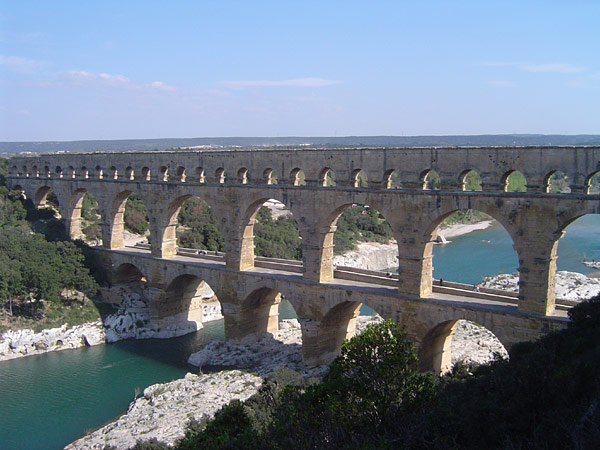
Római vízvezeték, Pont du Gard, Franciaország
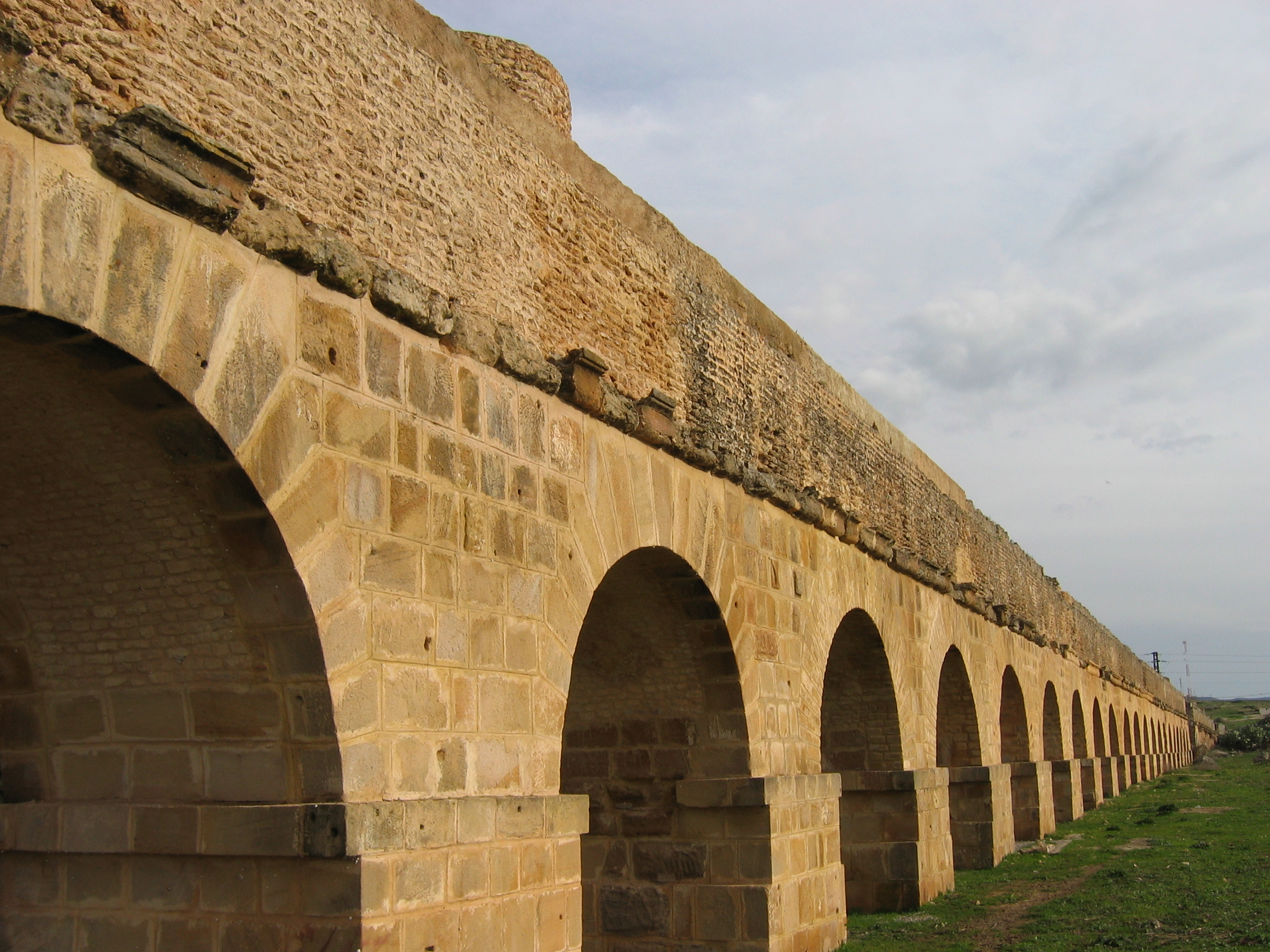
Római vízvezeték, Karthágó, Tunézia
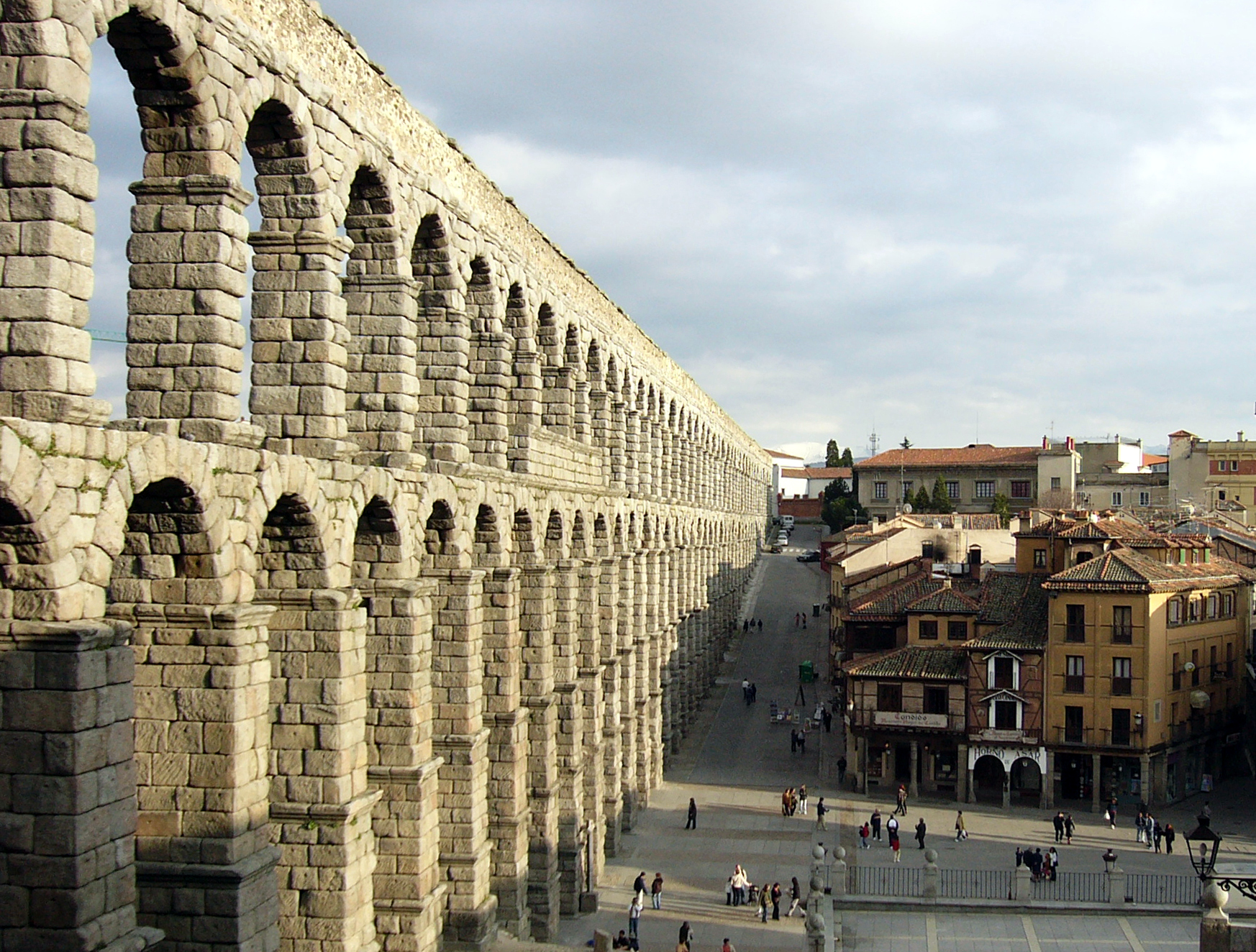
Római vízvezeték, Segovia, Spanyolország
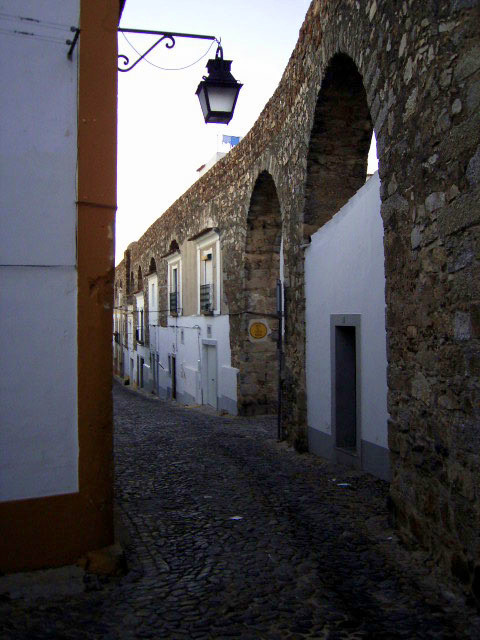
Római vízvezeték, Évora, Portugália
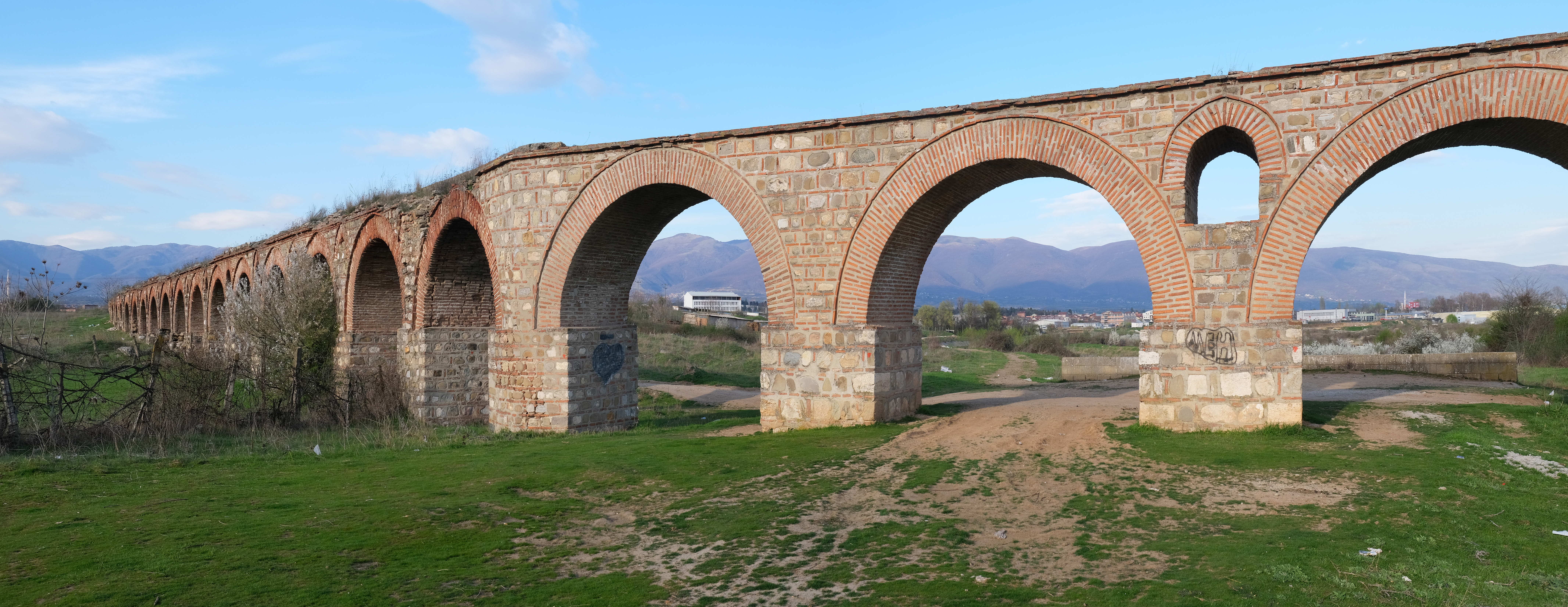
Római vízvezeték, Szkopje, Észak-Macedónia
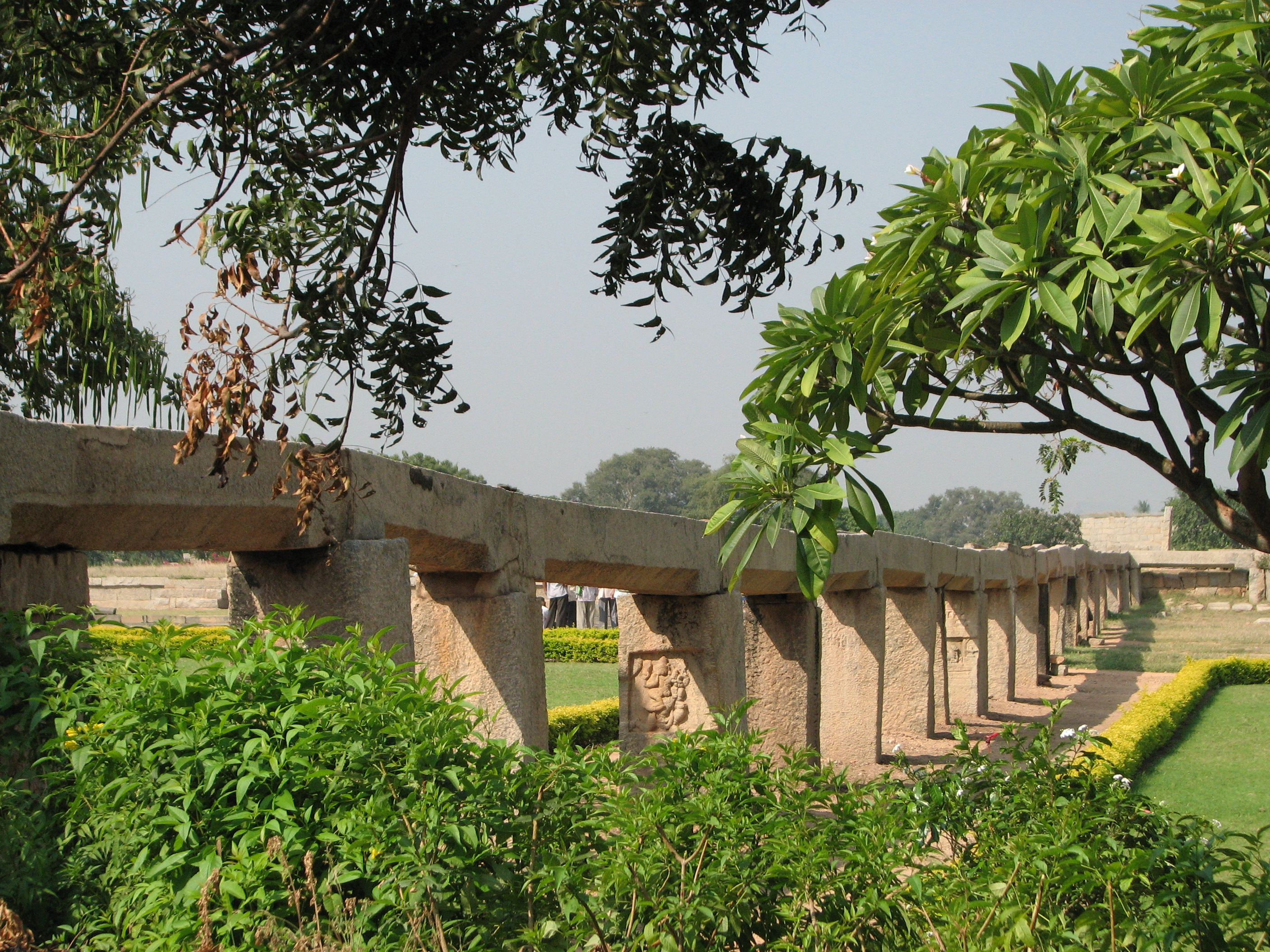
régi akvadukt, Hampi, India
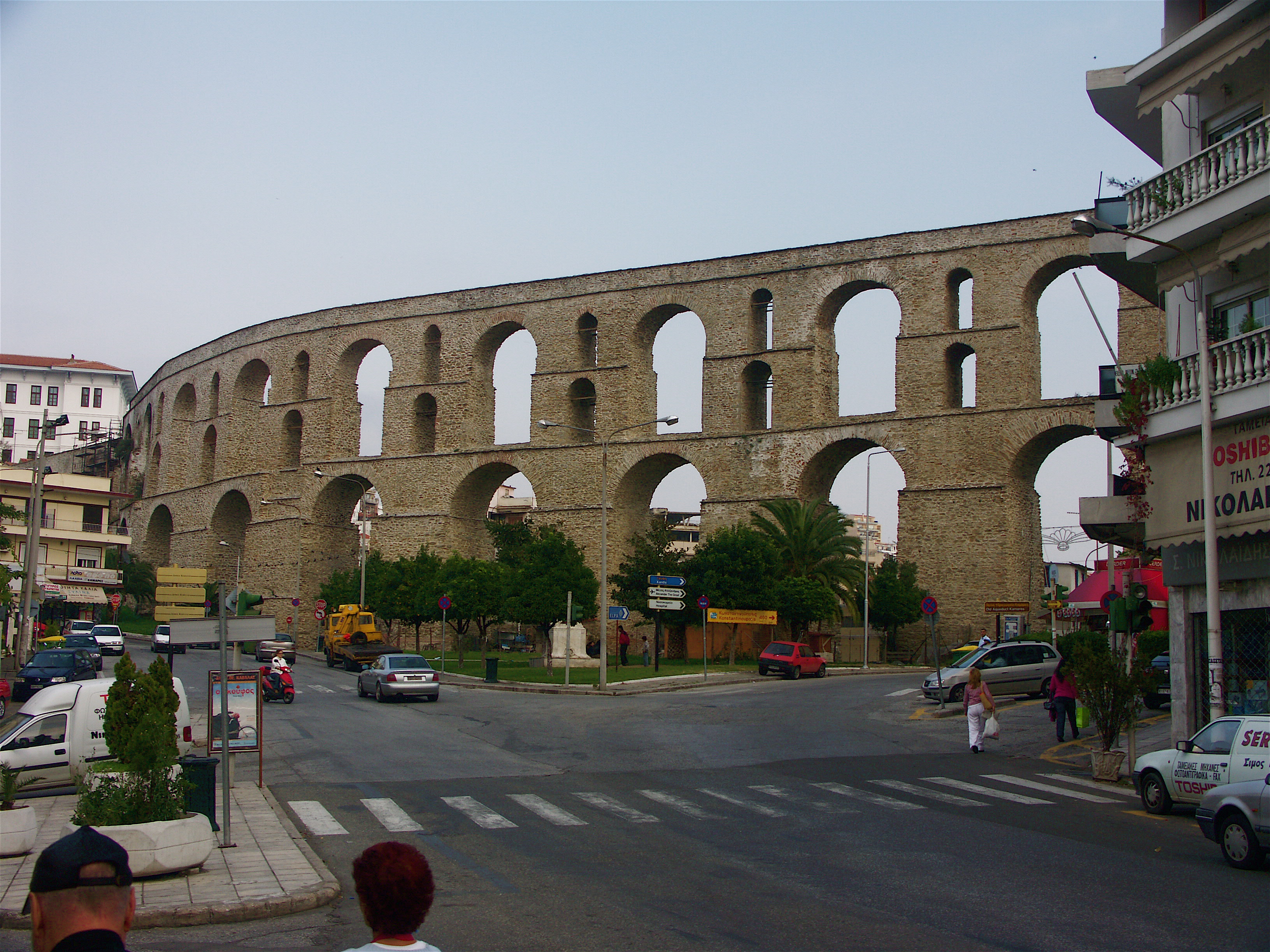
Kavala, Görögország